# Careproctus macrophthalmus
Careproctus macrophthalmus is een straalvinnige vissensoort uit de familie van snotolven (Cyclopteridae). De wetenschappelijke naam van de soort is voor het eerst geldig gepubliceerd in 2005 door Chernova.